# Alminhas da Ponte

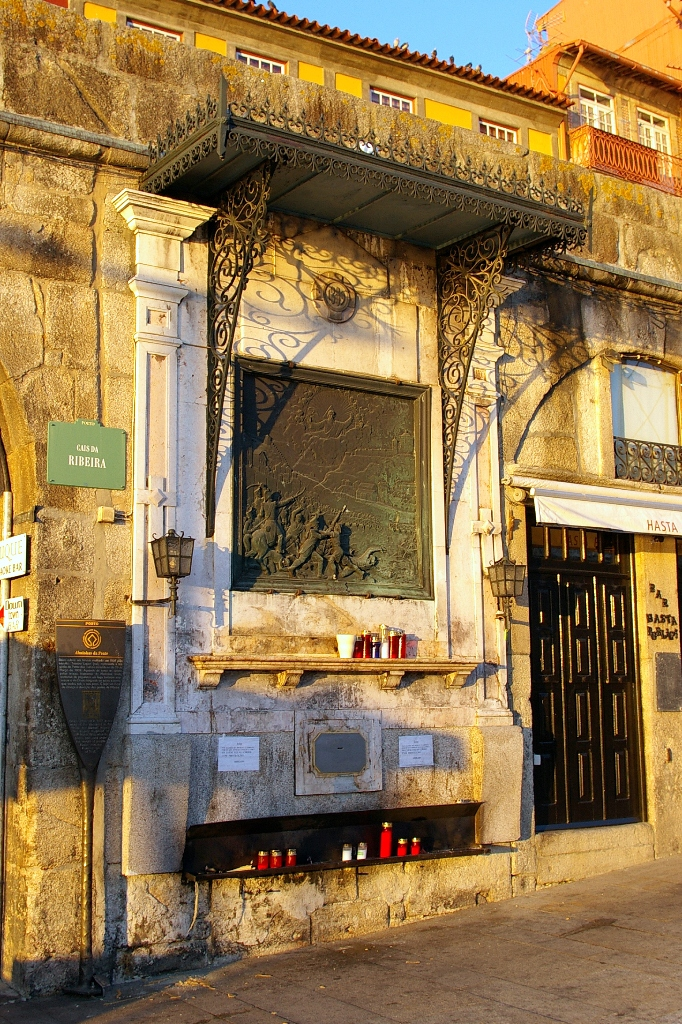
As Alminhas da Ponte

As Alminhas da Ponte são umas alminhas localizadas na Ribeira, na cidade do Porto, em Portugal.
Trata-se de um baixo relevo em bronze realizado em 1897 pelo escultor Teixeira Lopes, pai e que eternizou o dia 29 de Março de 1809 no qual centenas de pessoas, fugindo das tropas do Marechal Soult que atacavam a cidade sob ordens de Napoleão, faleceram na travessia da Ponte das Barcas. O peso e a aflição da população em fuga originou o afundamento da ponte que ligava as duas margens do rio Douro.
Reza a lenda, que em dias de cheia no Rio Douro, surge o grito de Orlando Beirão Valente, o escrivão que atravessou a ponte 16 vezes com idosos e crianças, tendo caído ao rio na sua décima sétima travessia.
Hoje em dia, os cidadãos depositam velas acesas e flores nas Alminhas da Ponte para lembrar a tragédia.